# كعكات الزفاف المذهلة
برنامج كعكات الزفاف المذهلة Amazing Wedding Cakes هو برنامج تلفزيوني أمريكي واقعي، يذاع على قناة وي تي في، وبدأ في يوم 7 سبتمبر 2008. 
ويتبع البرنامج العديد من الخبازين حول العالم في مجال فن صناعة الكعكات.

## روابط خارجية
- كعكات الزفاف المذهلة على موقع ميتاكريتيك (الإنجليزية)